# Liste chinesischer Erdbeben-Naturdenkmäler
Die Liste chinesischer Erdbeben-Naturdenkmäler basiert auf der Liste der Staatlich geschützten typischen Ruinenstätten von Erdbeben der Volksrepublik China (chinesisch 国家级典型地震遗址, Pinyin Guojiaji dianxing dizhen yizhi – „Nationale typische Ruinenstätten von Erdbeben“). Dabei handelt es sich um vom Chinesischen Erdbebenamt (中国地震局,  Zhongguo dizhenju) nach dem Gesetz zur Vorsorge gegen Erdbebenkatastrophen der Volksrepublik China (中华人民共和国防震减灾法,  Zhonghua renmin gongheguo fangzhen jianzai fa) Paragraph 42 (国家依法保护典型地震遗址、遗迹 – „Staatliche gesetzlich geschützte typische Erdbebenruinen und -relikte“) eingerichtete geschützte Gebiete, die dadurch quasi den Status von Naturdenkmälern erhalten. Bis heute gibt es sechs davon:

## Guojiaji dianxing dizhen yizhi(Nationale typische Ruinenstätten von Erdbeben)
| Pinyin/Chinesisch                                                             | wörtl. Übersetzung                                                                                      | Ort (Kreis/Stadt usw.)   | Provinz   | Jahr | sonstiges |
| ----------------------------------------------------------------------------- | --- | ------------------------ | --------- | ---- | --- |
| Tancheng Maipo dizhen huoduanceng yizhi 郯城麦坡地震活断层遗址                | Stätte der seismisch aktiven Verwerfung von Maipo in Tancheng                                           | Maipo, Tancheng          | Shandong  | 2006 | Die beim Erdbeben von Shandong 1668 aktive Verwerfung ist heute noch sichtbar |
| Zaozhuang Xiong'er Shan bengta kailie dizhen yizhi 枣庄熊耳山崩塌开裂地震遗址 | Stätte des einstürzenden und Risse öffnenden Erdbebens im Gebirge Xiong'er Shan, Zaozhuang              | Zaozhuang, Xiong’er Shan | Shandong  | 2006 | Durch das Erdbeben von Shandong 1668 entstand eine schluchtartige Spalte |
| Qianjiang Xiaonanhai gu dizhen yizhi 黔江小南海古地震遗址                     | Alte Erdbebenstätte von Xiaonanhai in Qianjiang                                                         | Xiaonanhai, Qianjiang    | Chongqing | 2001 | Das Erdbeben 1856 Qing-Dynastie verursachte große Bergstürze, die mehrere Seen aufstauten |
| Yongsheng Hongshiya da dizhen "Tiankeng" yizhi 永胜红石崖大地震“天坑”遗址     | Stätte der von einem großen Erdbeben gebildeten "Himmelsgrube" von Hongshiya, Yongsheng                 | Yongsheng, Hongshiya     | Yunnan    | 2005 | Das Erdbeben vom 17. Juni 1515 führte durch Aktivitäten an der Chenghai-Verwerfung zum Einsturz einer großen Karsthöhle und damit zur Bildung des Naturschachts von Hongshiya (Tiankeng = „Himmelsgrube“, eine Groß- oder Schacht-Doline) |
| Xiji Dangjiacha dizhen huapo yansaihu yizhi 西吉党家岔地震滑坡堰塞湖遗址      | Stätte des durch ein Erdbeben verursachten Erdrutsches und aufgestauten Sees im Dorf Dangjiacha in Xiji | Dangjiacha, Xiji         | Ningxia   | 2006 | Das Erdbeben von Haiyuan 1920 ließ den Erdbebensee im Dorf Dangjiacha entstehen |
| Haiyuan da dizhen huodong duanlie yizhi 海原大地震活动断裂带遗址              | Stätte des schweren Erdbebens und der aktiven Verwerfungszone in Haiyuan                                | Haiyuan                  | Ningxia   | 2007 | Das Erdbeben von Haiyuan 1920 führte zu schweren Zerstörungen |